# Alexandre I d'Imerècia
Alexandre I fou fill i successor de Bagrat I d'Imerècia (Mtziré, el petit). El 1372 succeí al pare com a duc de Xoropan. El 1387 es va rebel·lar contra Geòrgia i es va proclamar rei de Imerècia. Va morir el 1389.